# Hôtel Srpska kruna
L'hôtel Sprska kruna (en serbe cyrillique : Српска круна ; en serbe latin : Srpska kruna) est un édifice situé à Belgrade, la capitale de la Serbie, dans la municipalité urbaine de Stari grad. En raison de son importance architecturale, cet édifice, construit en 1869, figure sur la liste des monuments culturels protégés de la république de Serbie et sur la liste des biens culturels de la ville de Belgrade.

## Présentation
L'hôtel Sprska kruna, situé 56 rue Knez Mihailova, a été construit en 1869 comme l'hôtel de le plus moderne et le plus luxueux de la capitale serbe de cette époque. Son dessin d'ensemble perpétue la tradition des anciennes auberges, organisées autour d'un jardin intérieur. En revanche, il s'inscrit dans la volonté du pouvoir serbe, dans la seconde moitié du XIXe siècle, de conformer Belgrade aux critères des autres capitales européennes.
Srpska kruna a été conçue dans un style académique mêlé d'éléments romantiques. Son propriétaire, Milija Pavlović, y ouvrit un hôtel en 1870.
Après le bombardement du 6 avril 1941, le bâtiment de la Bibliothèque nationale de Serbie fut complètement détruit. L'hôtel accueillit alors les livres qui allaient servir de point de départ à la nouvelle bibliothèque nationale. Il abrite aujourd'hui la bibliothèque municipale de Belgrade.